# Paradrina
Caradrina là một phân chi bướm đêm thuộc chi Caradrina họ Noctuidae. Một số học giả coi nó là một chi riêng biệt.

## Hình ảnh

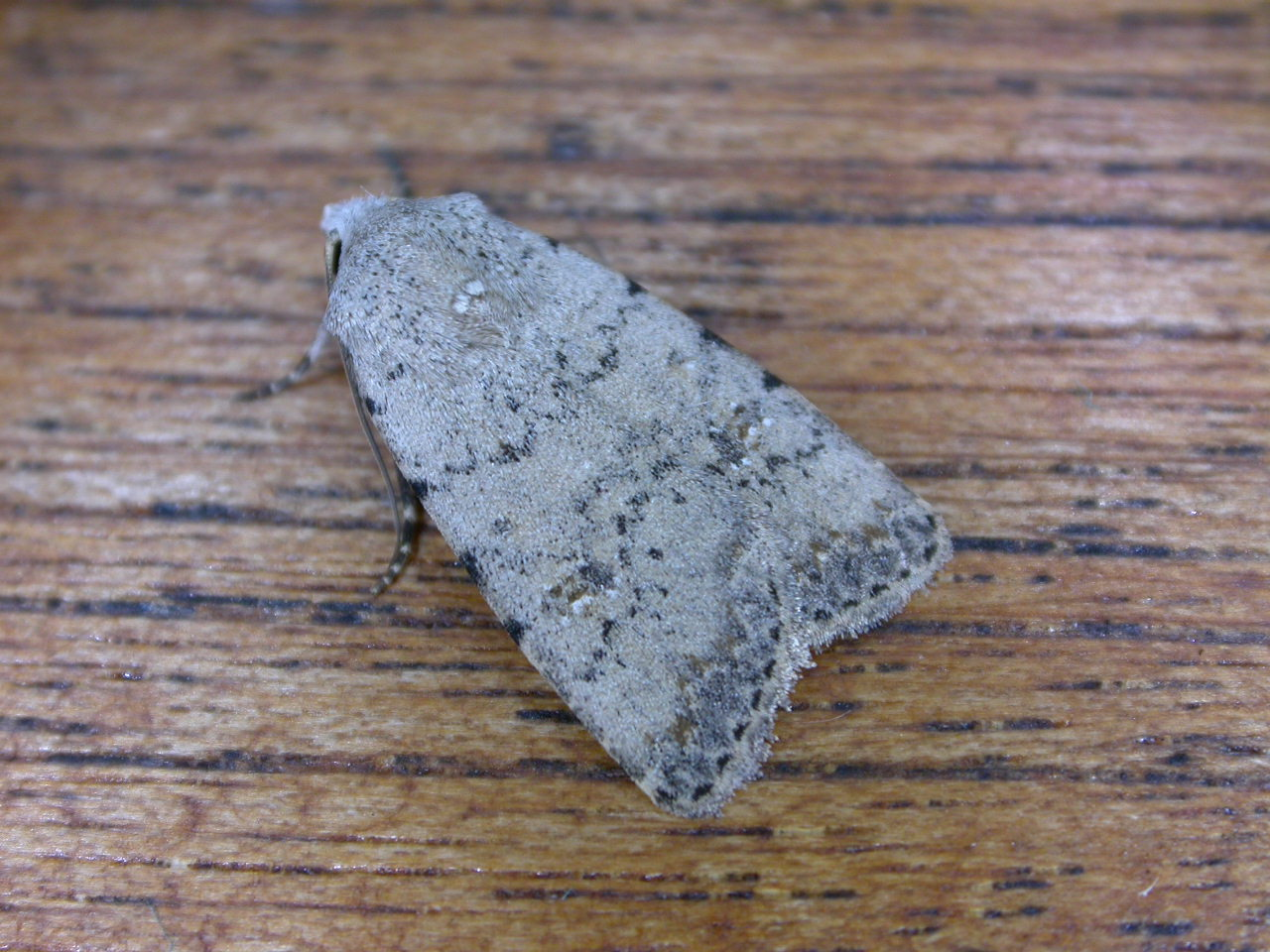
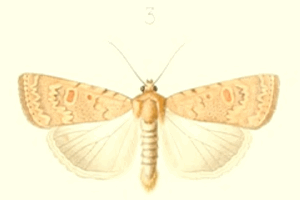
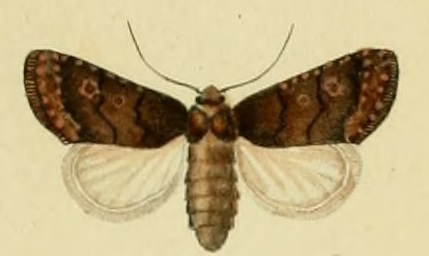
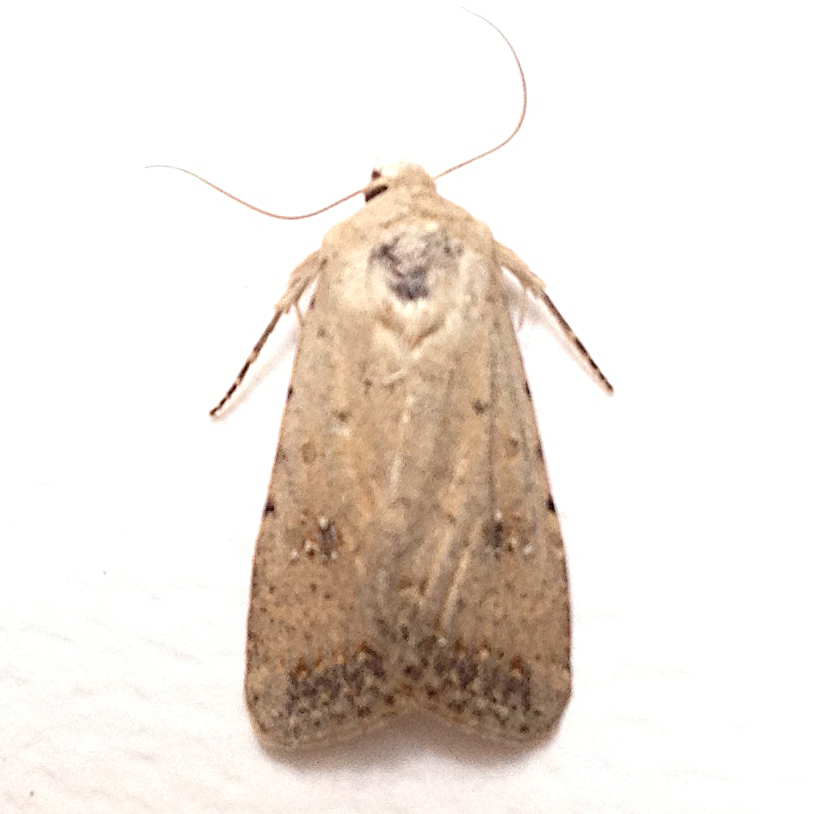